# Solomon March
Solomon Benjamin "Solly" March (ur. 20 lipca 1994 w Eastbourne) – angielski piłkarz występujący na pozycji pomocnika w Brighton & Hove Albion.